# Brachycaudus bicolor
Brachycaudus bicolor är en insektsart som först beskrevs av Nevsky 1929.  Brachycaudus bicolor ingår i släktet Brachycaudus och familjen långrörsbladlöss. Inga underarter finns listade i Catalogue of Life.